# Sint-Remigiuskerk (Beerzel)

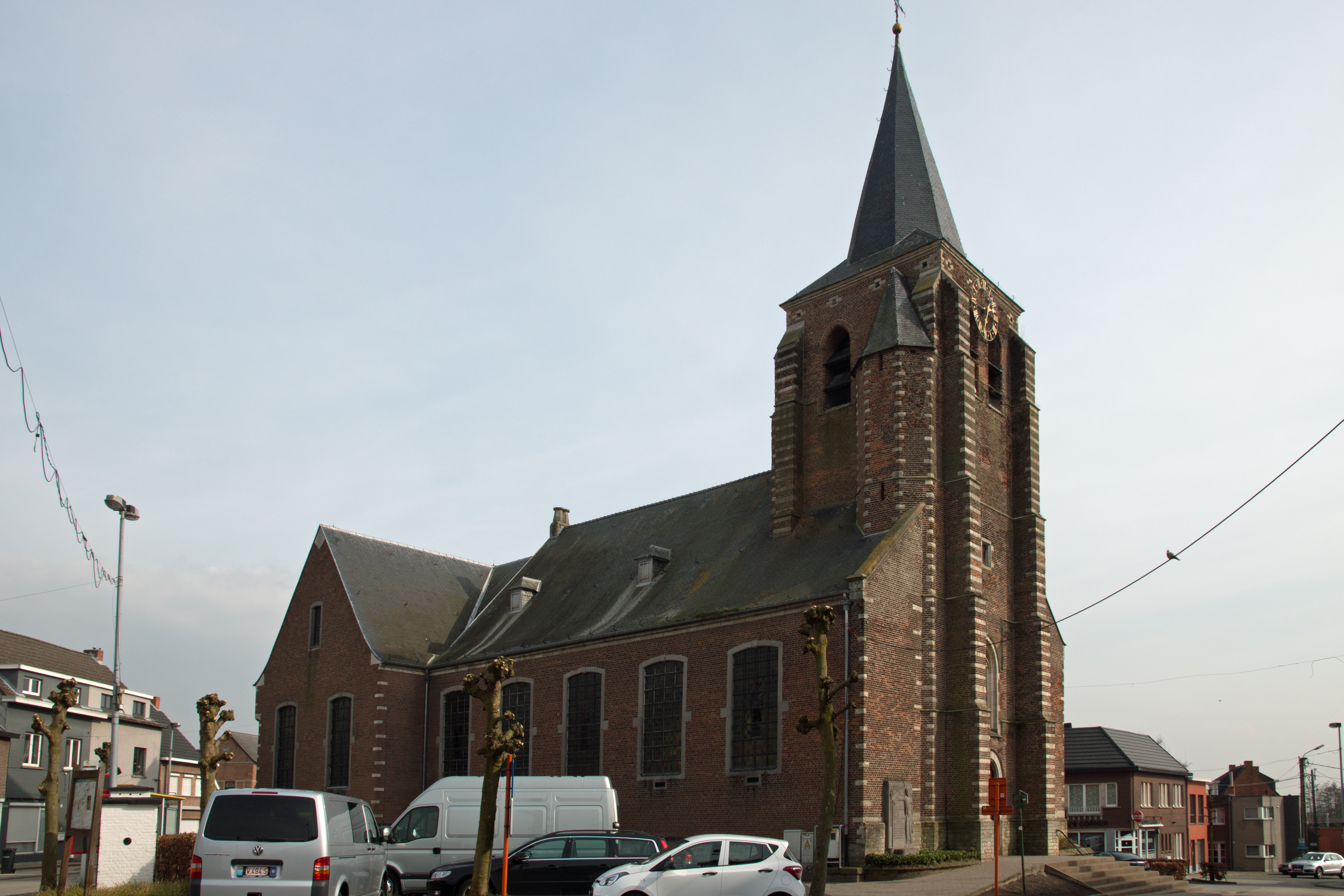
Sint-Remigiuskerk

De Sint-Remigiuskerk is de parochiekerk van de tot de Antwerpse gemeente Putte behorende plaats Beerzel, gelegen aan het Beerzelplein 1.

## Geschiedenis
Over de oudste bouwgeschiedenis van de kerk is weinig bekend. De -bewaard gebleven- laatgotische toren is van omstreeks 1500. Mogelijk werd de kerk omstreeks 1580 door de Calvinisten verwoest en herbouwd in de eerste helft van de 17e eeuw. Het patronaatsrecht behoorde tot de ridders van de Commanderij van Pitzemburg. Dezen lieten in 1767 de kerk verbouwen in classicistische stijl. De oude kerk werd daarbij gesloopt maar de toren bleef behouden.
Snel na de Tweede Wereldoorlog werd de kerk grondig herbouwd waarbij onder meer een transept werd opgericht.

## Gebouw
Het betreft een driebeukige georiënteerde merendeels classicistische kruiskerk met ingebouwde laatgotische toren. De kerk is gebouwd in baksteen. De toren heeft vijf geledingen, een vijfzijdige traptoren aan de noordzijde, en een ingesnoerde naaldspits.

## Interieur
Het interieur is grotendeels classicistisch.
De kerk bezit enkele 17e-eeuwse schilderijen zoals Madonna met kind en Elisabeth en Johannes. Verder uit de 1e helft van de 18e eeuw de schilderijen: Aanbidding der wijzen en Doop van Clovis.
Veel kerkmeubilair is 18e-eeuws en in rococostijl: Uit de 2e helft van de 18e eeuw stammen het hoofdaltaar en de zijaltaren. Ander 18e-eeuws kerkmeubilair zijn de preekstoel, de biechtstoelen en de lambrisering. Het arduinen doopvont is van 1614. De orgelkast is van 1786 en werd vervaardigd door Van Peteghem.